# José Andrade
José Leandro Andrade (20. listopadu 1901, Montevideo – 5. října 1957) byl uruguayský fotbalista – záložník, přezdívaný také Černý zázrak. Je považován za jednoho z nejlepších fotbalistů své doby.
Ve své kariéře nastupoval za kluby Bella Vista Montevideo, Nacional Montevideo a CA Peñarol. Za reprezentaci Uruguaye odehrál 31 zápasů a dosáhl s ní svých největších úspěchů. Mistr světa 1930, olympijský vítěz 1924 a 1928, mistr Jižní Ameriky 1923, 1924 a 1926.